# Turmhügel Rohrenfels
Der Turmhügel Rohrenfels ist eine abgegangene Turmhügelburg (Motte) im Garten des Hofmarkschlosses Schloss Rohrenfels in Rohrenfels (Schloßstraße 1) im Landkreis Neuburg-Schrobenhausen in Bayern.
Von der ehemaligen Mottenanlage ist noch der 3 bis 4 Meter hohe Turmhügel mit einem Durchmesser von 10 Meter erhalten. An der Nordseite befindet sich der ebenerdige Eingang zu einem Gewölbekeller.